# 富德里努瓦
富德里努瓦（法語：Fourdrinoy，法語發音：[fuʁdʁinwa]）是法国上法蘭西大區索姆省的一个市镇，属于亚眠区。

## 地理
富德里努瓦（49°55'4"N, 2°6'23"E）面积9.12 平方千米，位于法国上法蘭西大區索姆省，该省份为法国北部沿海省份，北起加来海峡省和北部省，西接滨海塞纳省和大西洋英吉利海峡，南至瓦兹省，东临埃纳省。
与富德里努瓦接壤的市镇（或旧市镇、城区）包括：克鲁伊-圣皮埃尔、勒梅日、卡维永、皮基尼、赛斯瓦勒、苏村。
富德里努瓦的时区为UTC+01:00、UTC+02:00（夏令时）。

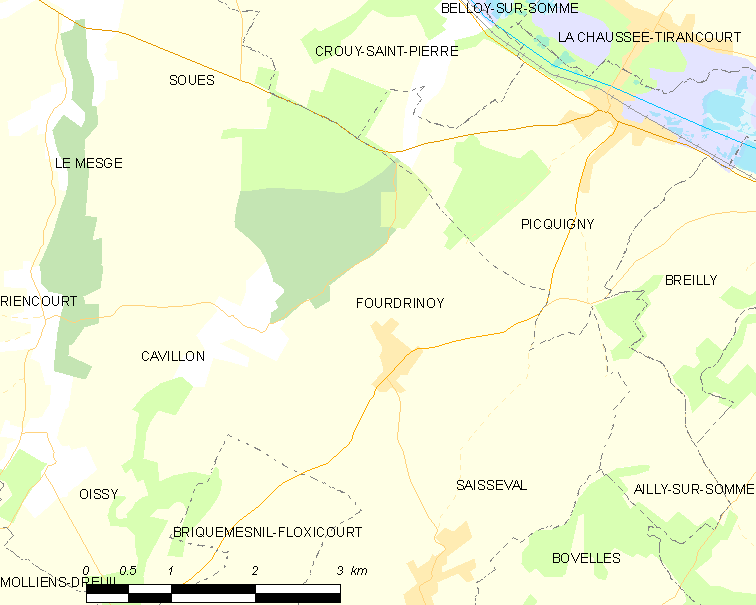
富德里努瓦的OSM定位图

## 行政
富德里努瓦的邮政编码为80310，INSEE市镇编码为80341。

## 政治
富德里努瓦所属的省级选区为索姆河畔阿伊县。

## 人口

1962-2008年间富德里努瓦人口变化图示

富德里努瓦于2022年1月1日时的人口数量为381人。